# Luigi Daga
Luigi Daga (Catanzaro, 26 agosto 1947 – Roma, 17 novembre 1993) è stato un magistrato italiano.

## Biografia
Magistrato di Corte d'appello, addetto al Ministero della Giustizia - Dipartimento dell'amministrazione penitenziaria, era in missione a il Cairo per partecipare ad un convegno di Diritto penale come relatore sulla riforma del codice di procedura penale italiano. Il 26 ottobre 1993 veniva gravemente ferito durante un attentato ad opera di terroristi fondamentalisti che ne causava il successivo decesso a Roma.
Daga, direttore dell'ufficio studi del Dap, studioso di ordinamento penitenziario, influì sulla riforma del codice di procedura penale del 1999. Fautore della custodia attenuata, egli sosteneva fortemente la tesi della necessità di ridurre comunque "la risposta detentiva ai soli casi di delitti gravi" risultando altrimenti opportune sanzioni alternative alla carcerazione.
A lui è intitolata la strada di accesso a Roma del Dipartimento dell'amministrazione penitenziaria nonché il primo Istituto sperimentale a custodia attenuata “Luigi Daga”, ispirato alle idee espresse nei suoi scritti.